# Igualitarisme
L‘igualitarisme és una doctrina política que sosté que totes les persones han de ser tractades com a iguals i que tenen els mateixos drets polítics, econòmics, socials i civils. Generalment, s'aplica a la igualtat que se celebra en virtut de la llei i la societat en el seu conjunt.

## Arguments favorables
L'igualitarisme consisteix a considerar a cada ésser humà com a igual, sense importar la seva raça, religió, sexe, orientació sexual, etc. En aquest sentit, l'igualitarisme significa reconèixer les diferències que existeixen en l'altre sense discriminar-lo per la diversitat. Per tant, cada ésser humà ha de tenir els mateixos drets en la societat.
Les distincions només s'han de basar en la utilitat social (Declaració dels Drets de l'Home i del Ciutadà). Així, per exemple, un menor d'edat no té el dret al sufragi. L'igualitarisme autoritza les discriminacions si és que tenen per objectiu equilibrar les desigualtats de fet, com va ser el cas de la llei sobre la paritat aprovada el 2000 a França.
Per a Karl Popper, «l'igualitarisme vol que tots els ciutadans siguin tractats imparcialment, sense que es tingui en compte el seu naixement, les seves relacions o la seva fortuna. En altres paraules, no reconeix cap privilegi com a natural». En aquest context, l'igualitarisme és una doctrina que considera que les persones són iguals per natura i porta a tractar a tots com a iguals (el que no vol dir «igualment», ja que de vegades la igualtat requereix donar-li'n a alguns més d'algun recurs que a una altra persona).

## Crítiques
Per als seus detractors, l'igualitarisme és filosòficament el rebuig de l'alteritat, ja que la recerca de l'U o de la Unitat nega la complexitat i les contradiccions inherents a la vida. Per a ells, l'igualitarisme és un atemptat contra la llibertat que impedeix el sorgiment de la persona i la redueix a una massa que va a la trobada de les seves aspiracions naturals d'excel·lència, del que sembla individualisme. Així, veuen en l'igualitarisme una font d'anivellament pel factor comú més petit que qualifiquen de «mediocràcia».
Una societat que compleix amb l'objectiu meritocràtic d'igualtat d'oportunitats podria seguir sent un entorn hostil per a aquells que no tenen les capacitats físiques o mentals per competir. S'ha argumentat que les polítiques que van més enllà dels ideals meritocràtics són ineficaços.
S'han presentat altres punts de vista antiigualitaris, entre d'altres en el debat sobre la distribució dels ingressos. En canvi, John Rawls ha argumentat que el benestar d'una societat depèn del benestar de la pitjor situació individual perquè la societat és millor si un millora el benestar dels altres.